# Поклоніння волхвів (Леонардо да Вінчі)
«Поклоніння волхвів» (італ. Adorazione dei Magi) — незавершена картина італійського художника Леонардо да Вінчі. Художник почав працювати над картиною у 1481 році на замовлення ченців з монастиря Сан-Донато в Скопето, але не завершив її, оскільки переїхав у Мілан. Зберігається з 1670 року в галереї Уфіцці в місті Флоренція (Італія).

## Опис
На передньому плані зображені Діва Марія з немовлям і три волхви на колінах в поклонінні. Разом вони утворюють форму піраміди, що характерно для робіт да Вінчі. За ними півколом розташовані фігури із супроводу волхвів. У нижньому правому кутку картини стоїть юнак, зображення якого може бути автопортретом самого Леонардо в юності. На задньому плані зліва — пошкоджена язичницька будівля і робочі. Праворуч — люди на бойових конях і ескіз скелястого пейзажу.
Можливо, що пошкоджена будівля символізує Базиліку Максенція, яка, згідно із середньовічною легендою, як стверджували римляни, буде стояти до тих пір, поки Діва не народить. Нібито вона звалилася в ніч народження Христа (насправді базиліка збудована у 312 році). Пальма в центрі розташована прямо над Дівою Марією і, на думку багатьох, має з нею зв'язок, через фразу «Ти велична як пальма» з Пісні на піснями Соломона. Іншим аспектом може бути використання пальми як символу перемоги в стародавньому Римі, тоді як в християнстві це символ тріумфу, мучеництва і перемоги над смертю. Друге дерево на картині ідентифікують як ріжкове. Його насіння використовували для міри ваги. Ними вимірювали коштовне каміння та інші коштовності. Якщо поглянути на картину в цілому, можна припустити, що в ній міститься ідея, що язичницький світ як би витісняється християнським світом на задній план.